# William Hopkins Morris
Pour les articles homonymes, voir William Morris (homonymie), Hopkins et Morris.
William Hopkins Morris (22 avril 1827 – 26 août 1900) est un soldat américain, un officier de l'armée des États-Unis, un auteur, un éditeur, et un inventeur. Il sert en tant que brigadier général des volontaires dans l'armée de l'Union pendant la guerre de Sécession.

## Formation militaire et début de carrière
Morris naît le 22 avril 1827 dans la ville de New York, fils de Mary et George Pope Morris. Il est nommé en tant que cadet de l'académie militaire américaine à West Point, le 1er juillet 1846. Morris est diplômé vingt-septième sur 42 cadets de la promotion 1851,.
Morris est breveté second lieutenant dans le 2nd U.S. Infantry et sert d'abord en service de garnison en 1851. En 1852, il est promu second lieutenant et sert à fort Yuma, en Californie. En 1853, il est en service de recrutement et démissionne de sa commission le 28 février 1854.

## Vie civile
Après avoir quitté l'armée, il retourne à New York en 1854 et aide son père George en tant que rédacteur en chef adjoint du Home Journal de New York. Morris et Charles L. Brown sont crédités avec un brevet pour une arme améliorée avec un cylindre conique contenant 8 cartouches qui est breveté en 1860.

## Guerre de Sécession
En août 1861, Morris se rengage dans l'armée en tant que capitaine des volontaires. Il fait partie de l'état-major du brigadier-général John J. Peck en tant qu'adjoint adjudant-général de la brigade de Peck lors de la campagne de la Péninsule et du 24 juin 1862 au 1er septembre 1862 en tant qu'adjoint de l'adjudant-général de la deuxième division du IVe corps de l'armée du Potomac, après la nomination de Peck comme commandant de la division. Morris participe au siège de Yorktown, à la bataille de Williamsburg et à la bataille de Fair Oaks.
Le 1er septembre 1861, Morris démissionne de sa commission des volontaires et le lendemain est nommé colonel du 135th New York Infantry, qui est rebaptisé 6th New York Heavy Artillery en octobre. Le régiment du colonel Morris sert dans le département du milieu à la défense de Baltimore. Le 16 mars 1863, Morris est promu brigadier général des volontaires avec une date de prise de rang au 29 novembre 1862 et sert au département du milieu de décembre 1862 à juin 1863. Au cours de la bataille de Gettysburg, la brigade de Morris est en réserve. Lorsque le major général William H. French prend le commandement du IIIe corps malmené, la brigade de Morris est transféré à la première brigade de la troisième division du troisième corps de l'armée du Potomac, le 10 juillet 1863. La troisième division participe à la poursuite de l'armée de Lee après la bataille de Gettysburg, avec la brigade de Morris qui prend part à l'action lors de la bataille de Manassas Gap le 23 juillet 1863. Morris sert lors de la campagne de Bristoe d'octobre à décembre 1863, et combat lors de la bataille de la Mine Run en novembre 1863.
En 1864, il combat lors de la bataille de la Wilderness. Au cours de la bataille de Spotsylvania Court House, le matin du 9 mai 1864, il monte à cheval pour inspecter sa brigade et est blessé par balle dans le genou droit par un tireur d'élite. Morris est en congé jusqu'au mois de juin et ne participe plus à des services sur le terrain après avoir subi sa blessure. À partir de juin à août 1864, il siège dans des cours martiales et des commissions militaires. Souffrant encore de ses blessures, il est libéré du service actif à la fin du mois d'août 1864. Pendant ce temps, le général Morris écrit un livre, Infantry Tactics, qui est publié en 1865.
Le président des États-Unis Andrew Johnson propose Morris pour une nomination à un brevet de major-général des volontaires avec une date de prise de rang au 13 mars 1865 et le Sénat des États-Unis confirme la nomination, le 28 mars 1867.

## Après la guerre
Après la guerre, Morris vit, sur son domaine, Briarcliff, dans le comté de Putnam, New York. Il édite le New York Home Journal. Il siège également à la Convention Constitutionnelle de l'État de New York, en tant que délégué pour du comté de Putnam, en 1866. Comme son père, il continue de servir dans la milice de l'État de New York de la Milice, en tant que chef de l'ordonnance de l'État de New York en tant que brigadier général, de 1869 à 1870 et inspecteur général de 1873 et 1874.
Charles L. Brown est mort à la bataille de Malvern Hill, en 1862, mais Morris modifie leur brevet avec leurs noms et il est réédité en 1871. Morris publie également un livre, « Infantry Tactics, armed with Breech-loading or Magazine Rifle » en 1879, révisé en 1888. Il fait pression sur le département de la Guerre pour faire adopter les idées exprimées dans le livre.
Morris décède le 26 août 1900, lors de vacances à Long Branch, au New Jersey, et est enterré à Cold Spring.